# Complexe ruimte
In de wiskunde is een n-dimensionale complexe ruimte een multi-dimensionale veralgemening van de complexe getalen, die zowel reële als imaginaire delen of dimensies hebben. De n-dimensionale complexe ruimte kan als n Cartesiaanse producten van de complexe getallen met zichzelf worden gezien:
{\displaystyle \mathbb {C} ^{n}=\underbrace {\mathbb {C} \times \mathbb {C} \times \cdots \times \mathbb {C} } _{n-{\text{keren}}}}
De n-dimensionale complexe ruimte bestaat uit geordende n-tupels van complexe getallen, die coördinaten worden genoemd:
{\displaystyle \mathbb {C} ^{n}=\{(z_{1},\ldots ,z_{n}):z_{i}\in \mathbb {C} \ {\text{voor alle}}\ 1\leq i\leq n\}}
De reële en imaginaire delen van een complex getal kunnen als afzonderlijke dimensies worden behandeld. Met deze interpretatie kan de ruimte {\displaystyle \mathbb {C} ^{n}} van n complexe getallen worden gezien als hebbende {\displaystyle 2\times n} dimensies. Dit kan tot verwarring leiden.
De studie van complexe ruimten, of complexe variëteiten wordt complexe meetkunde genoemd.